# Новиковка (Ульяновська область)
Новиковка (рос. Новиковка) — село в Старомайнському районі Ульяновської області Російської Федерації.
Населення становить 512 осіб. Входить до складу муніципального утворення Краснореченське сільське поселення.

## Історія
Від 2004 року входить до складу муніципального утворення Краснореченське сільське поселення.

## Населення
| 2010 | 2013 |
| ---- | ---- |
| 458  | ↗512 |